# Zespół Szkół nr 2 im. Leona Rutkowskiego w Płońsku
Zespół Szkół nr 2 im. Leona Rutkowskiego w Płońsku – zespół publicznych szkół ponadgimnazjalnych, złożony z Liceum Ogólnokształcącego, Technikum oraz Zasadniczej szkoły zawodowej.

## Historia szkoły
Początki szkoły sięgają 1935 roku, w którym to powstała Publiczna Szkoła Dokształcania Młodzieży. Po przerwie spowodowanej okupacją niemiecką działalność wznowiono jako szkoła zawodowa, później jako technikum odzieżowe. W roku 1966 nastąpił podział placówki na dwie jednostki szkolnictwa zawodowego i tą właśnie datę uznaje się za datę powstania zespołu. W 1978 roku placówka przyjęła nazwę Zespół Szkół Zawodowych nr 2, skupiająca kierunki:
- odzieżowy,
- spożywczy,
- ochrony środowiska,
- ekonomiczny,
- handlowy,
- ogólnokształcący.

Od 1 września 1998 roku siedzibą szkoły jest dwupiętrowy budynek zlokalizowany na ulicy ks. Jerzego Popiełuszki.
10 września 2002 roku szkoła przyjęła patronat doktora Leona Rutkowskiego.

## Szkoła obecnie
Szkoła może pochwalić się licznymi sukcesami naukowymi swoich uczniów i absolwentów, między innymi wielokrotne osiągnięcie finału w Powszechnym Internetowym Konkursie dla Uczniów Szkół Średnich organizowanym przez Wydział Matematyki i Nauk Informacyjnych Politechniki Warszawskiej.
W roku szkolnym 2006/2007 powstało Szkolne Koło Polskiego Czerwonego Krzyża, organizujące pomoc dla potrzebujących czy udział w międzynarodowych akcjach PCK. Od prawie dekady w szkole istnieje zespół wokalno-instrumentalny, w którego skład wchodzą uczniowie liceum i technikum. Szkolny zespół przygotowuje występy zarówno na wydarzenia szkolne, jak i uroczystości pozaszkolne.
W październiku 2017 roku zorganizowano uroczyste obchody 100. rocznicy śmierci patrona szkoły, podczas których odsłonięto popiersie lekarza ufundowane przez miejski samorząd.

## Oferta edukacyjna
W roku szkolnym 2025/2026 placówka oferowała następujące kierunki kształcenia:

### III Liceum Ogólnokształcące
- (B) klasa biologiczno-chemiczna
- (J) klasa językowa
- (H) klasa humanistyczna

### Technikum nr 2
- (TI) Technik informatyk
- (TH) Technik handlowiec
- (TB) Technik budownictwa
- (TE) Technik Ekonomista
- Technik urządzeń i systemów energetyki odnawialnej

### Branżowa szkoła I stopnia nr 2
- (S) Sprzedawca

W ofercie języków obcych znaleźć można języki: angielski, rosyjski, niemiecki, francuski oraz hiszpański.

## Dyrektorzy
- mgr Bożena Weronika Dzitowska (2020 - obecnie)[7]
- mgr inż. Wiesława Junczak (1999 - 2020)[8]
- Kazimierz Dąbkowski
- Hanna Sulińska
- Lech Gajewski
- Maria Rutkowska (1966 - 197?)